# Fereshteh Khosroujerdy
Fereshteh Khosroujerdy (em persa: فرشته خسروجردی, nascida no Irã) é uma cantora iraniana. Nascida com deficiência visual, ela fugiu do Irã em 2007, depois de sofrer violência doméstica nas mãos de seu marido. Ela passou a morar no Reino Unido.

## Vida pregressa

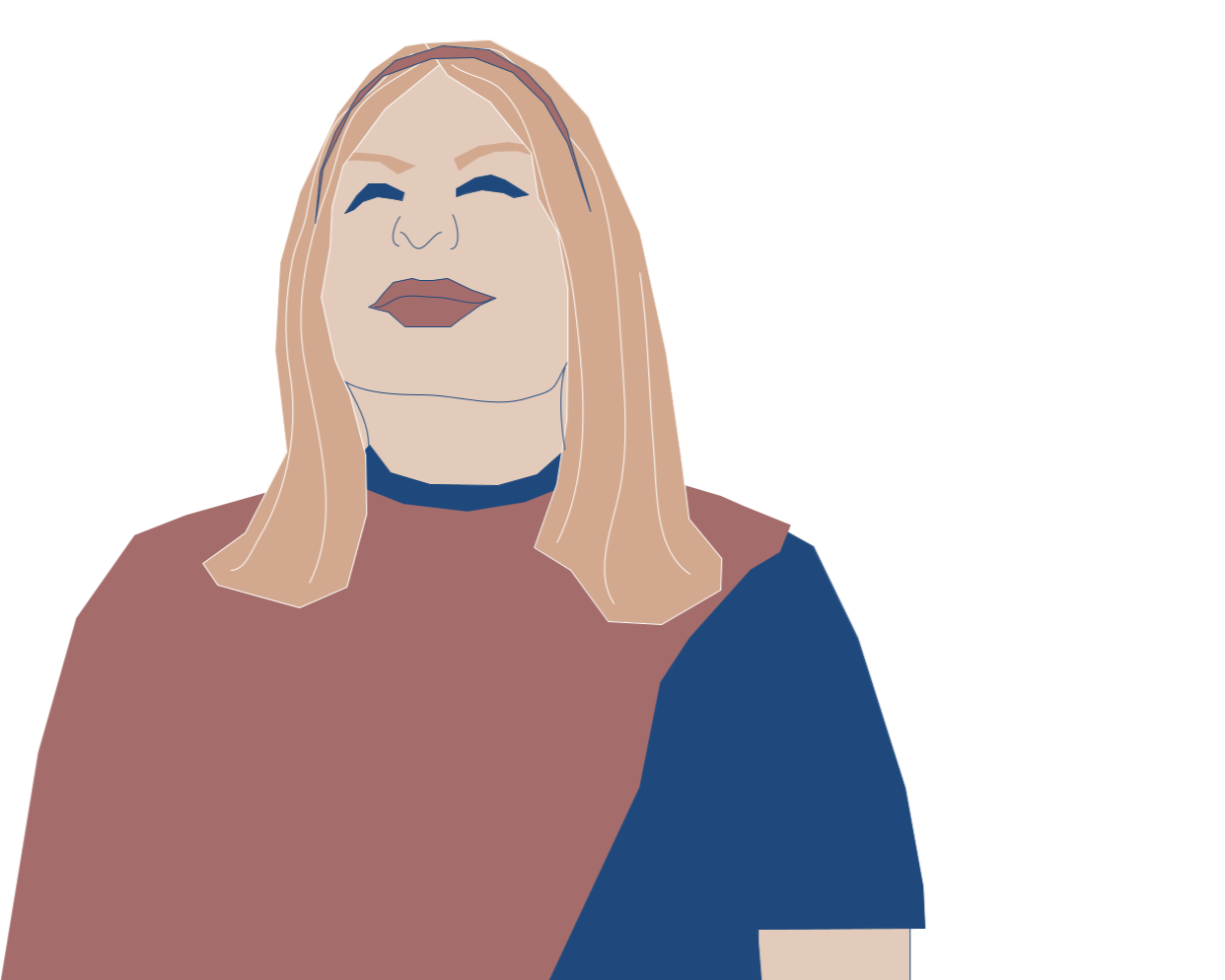

Fereshteh Khosroujerdy nasceu na fronteira do Irã com o Afeganistão. Ela já nasceu com deficiência visual e sempre gostou de cantar. Contudo, a religião muçulmana não permite que mulheres cantem em público e sua família  ameaçou jogar gasolina nela e a incendiar se a vissem cantando em público.
Seus pais consideravam que sua filha era um castigo de Deus por ter nascido cega. Eles a espancavam e a forçaram a se casar com um homem que já tinha duas esposas. Fereshteh lembra que cantava pra si mesma quando estava deprimida, mas nunca imaginou poder cantar em público.

## Carreira
Fereshteh Khosroujerdy faz parte da Fundação Musical Baluji. E, sobre sua experiência com a instituição, ela diz:

“Sou originalmente do Irã e sou cega. Quando conheci Baluji, não conseguia falar muito. As pessoas pensavam que eu era apenas cega, apenas uma pessoa com deficiência. Quando eles me pediam para falar, eu começava a chorar. Eles nunca pensaram em mim como uma pessoa normal. Mas Baluji me deu uma chance de encontrar minha confiança e ser capaz de falar com facilidade. Agora eu falo tanto que as pessoas querem que eu cale a boca!”
Fereshteh Khosroujerdy também foi confirmada como membro da Orquestra Visão Interior para as apresentações de 2023 e 2024. A Orquestra Visão Interior (em inglês, Inner Vision Orchestra) foi fundada em 2012 e é a única orquestra profissional do mundo formada por cegos. Baluji Shrivastav, um tocador de cítara indiano, recrutou 13 colegas músicos cegos e criou a orquestra. Baluji ficou cego oito meses depois de uma infecção nos olhos que não foi tratada corretamente. Segundo ele:

“Morávamos em um vilarejo e minha mãe adolescente não percebeu que a sujeira que ela jogou fora, quando tirou as bandagens, era o que restou dos meus olhos”.

## Idiomas
Fereshteh Khosroujerdy canta em Farsi, Dari, Turco e em Inglês.

## Reconhecimento
Em 2013, Fereshteh Khosroujerdy foi nomeada pela BBC como uma das 100 mulheres mais inspiradoras do mundo.